# Иван Леков
Иван Димитров Леков е български езиковед, славист, професор, преподавател в Софийския университет, член-кореспондент на Българската академия на науките, член и заместник-председател на Международния комитет на славистите.

## Биография
Роден е на 4 март 1904 година в София, в учителско семейство. Получава средно образование във Втора Софийска мъжка гимназия, след което продължава образованието си в Софийския университет, където през 1927 година завършва славянска филология. В годините 1925 – 1926 и 1928 – 1930 специализира в Ягелонския университет. Там по покана на Кажимеж Нич води лекторски курс по български език (1929 – 1931). Също така специализира в Берлин и във Виена (1937 – 1938).
Когато е основана катедрата по славянско езикознание в Софийския университет (1954), неин ръководител става Иван Леков.
През 1968 година Леков издава книгата „Кратка сравнително-историческа и типологическа граматика на славянските езици“, в която наред с другите славянски езици се говори и за „новия македонски език“, както и за „българо-македонски“ диалекти. Макар тези формулировки да са обичайни за българското езикознание от предходните години, книгата излиза в момент на засилено напрежение между България и Югославия и Леков е остро критикуван за „непатриотично поведение“. С това се свързва и по-късното му отстраняване от ръководството Международния комитет на славистите по искане на българската делегация.
Частен доцент (1935 – 1941), редовен доцент (1941 – 1945), извънреден професор (1945 – 1948), професор (1948 – 1974) в Софийския университет. Ръководи Катедрата по славянско езикознание (1948 – 1974) и е директор на Славянския институт при СУ (1947 – 1950).
Член-кореспондент на БАН (1945) и ръководител на Секцията по славянско езикознание при Института за български език на БАН (1954 – 1978). Дописен член на Българския археологически институт (1943).
Член на Чешкото дружество на науките (1947), на Международния комитет на славистите (1955 – 1973) и на Международната асоциация на филолозите във Виена (1956).

## Награди и отличия
- 1977 г. – удостоен е със званието „Заслужил деятел на науката“[4]

## Публикации

### Монографии
- Единство и своеобразие на славянските езици в техния основен речников фонд. С., БАН, 1955. 108 с.
- Общност и многообразие в граматическия строй на славянските езици. С., БАН, 1958, 128 с.
- Словообразувателни склонности на славянските езици. С., БАН, 1958. 78 с.
- Насоки в развоя на фонологичните системи на славянските езици. С., БАН, 1960. 116 с.
- Кратка сравнително-историческа и типологическа граматика на славянските езици. С., БАН, 1968. 212 с.
- Външната структура на думата в славянските езици. С., БАН, 1971. 330 с.
- Особености на синтактичния тип на славянските езици. Сборник от студии. С., БАН, 1972. 102 с.
- Из близкото минало на славянското езикознание. Дейци и насоки. Статии и очерци. Съставители: Ив. Буюклиев, Я. Бъчваров, С., Наука и изкуство, 1983. 207 с.

### Речници
- Полско-български речник. С., Унив. печатница, 1944, 228 с. (Унив.библ. №281).
- Правописен речник на българския книжовен език. С., М-во на нар. просвета, 1945, 221 с. (Съавт.: Л. Андрейчин).
  - 2. прераб. изд. С., Нар. просвета, 1948. (Съавт.: Л. Андрейчин, Вл. Георгиев); 3. прераб. изд. 1954. (Съавт.: Л. Андрейчин, Вл. Георгиев, Ст. Стойков); 4. попр. изд. 1958; 5. изд. 1960; 6. изд. С., Наука и изкуство, 1965; 7. изд. 1969; 8. изд. 1974; 9 изд. 1981; 10 изд. 1984.
- Български тълковен речник. С., Наука и изкуство, 1955. 972 с. (Съавт.: Л. Андрейчин, Л. Георгиев, Ст. Илчев, Н. Костов, Ст. Стойков, Цв. Тодоров).
  - 2.изд. 1963; 3. изд. 1973.

### Учебници
- Нови полски текстове. С., Наука и изкуство, 1949, 16 с. (Унив. лит.).
- Старобългарски език. С., Наука и изкуство, 1949, 129 с. (Унив. лит. Записки № 27). (Съавт.: К. Мирчев).
- Увод в езикознанието с оглед на славянските езици. С., Наука и изкуство, 1949, 158 с. (Унив. лит. Записки №26). (Съавт.: Л. Андрейчин, Ст. Стойков).
- Славянски езици. Кратки характеристики, образци и речници – северославянска група. (Учебник за студентите от слав., бълг. и рус. филология). Под ред. на Ив. Леков. С., Наука и изкуство, 1972, 164 с. (Съавт.: М. Деянова, М. Караангова, В. Каранджулова, М. Минчева, С. Радева и Е. Балевска-Станкулова). 2. изд. 1978.

### Преводи
- Сръбски поети. Антология. С., М-во на нар. просвета, 1946, 271 с. (Прев. и: Е. Георгиев.)